# IEEE 802.1aq
Shortest Path Bridging (SPB) is een standaard voor communicatienetwerken. Deze standaard is gespecificeerd door het IEEE als IEEE 802.1aq. Deze technologie is bedoeld om de creatie en configuratie van (virtuele) netwerken op het niveau van OSI-laag 2 te vereenvoudigen.

## Uniek pad
Shortest Path Bridging vervangt onder andere de verouderde Spanning tree protocol (IEEE 802.1D STP, IEEE 802.1w RSTP, IEEE 802.1s MSTP). Een Spanning Tree Protocol zorgt ervoor dat er een enkel, uniek pad via de root bridge in het netwerk wordt gecreëerd, terwijl alternatieve (redundante) paden geblokkeerd worden. Het blokkeren van alternatieve paden in Ethernet-netwerken is noodzakelijk om te voorkomen dat netwerkpakketten in laag 2 meerdere keren verzonden worden.

## Voordelen en werking
Het SPB-protocol staat daarentegen wel toe dat alle netwerkpaden actief in gebruik zijn en verkeer kunnen forwarden. Hierdoor kunnen op open standaard gebaseerde link aggregation IEEE 802.1AX- en MC-LAG-functies (Multi Chassis Link Aggregation Group), gebruikmaken van meerdere equal cost paden in het netwerk. Dit zorgt ervoor dat er veel schaalbaardere en grotere laag 2 topologieën gebouwd kunnen worden (tot meer dan 16 miljoen services in plaats van de 4096 VLAN-beperking die in traditionele Ethernet netwerken geldt).
SPB biedt daarnaast snellere convergentietijden dan Spanning Tree en staat het effectieve gebruik van mesh-topologieën toe. Deze schaalbare multipathtechnologie verhoogt de beschikbare bandbreedte en verbetert de netwerkredundantie tussen alle netwerkcomponenten door het verspreiden van de load over alle beschikbare paden in het netwerk.
Een bijkomend voordeel van SPB is dat provisioning alleen aan de edge van het netwerk plaatsvindt.
Met SPB kunnen logische (virtuele) Ethernet-netwerken bovenop native Ethernet-infrastructuren worden uitgerold. Hierbij gebruikt SPB een link state protocol om zowel topologie als logische netwerken te adverteren. De Ethernet-pakketten worden aan de edge (access) van het netwerk geëncapsuleerd. Hierbij kan gekozen worden voor encapsulatie in of MAC-in-MAC 802.1ah-, of in 802.1Q/802.1ad-pakketten. Het verkeer binnen een logisch netwerk wordt vervolgens (alleen) getransporteerd naar andere deelnemers binnen het logische netwerk. Zowel unicast-, multicast- als broadcastverkeer zijn ondersteund en alle (laag 2) routering gaat over het symmetrisch kortste pad.
De control plane is gebaseerd op de IS-IS-standaard, een bekend link state protocol dat voor SPB is aangevuld met een klein aantal extensies die gedefinieerd zijn in RFC 6329.